# Falamkhani
Falamkhani (nep. फलामखानी) – gaun wikas samiti w zachodniej części Nepalu w strefie Dhawalagiri w dystrykcie Parbat. Według nepalskiego spisu powszechnego z 2001 roku liczył on 203 gospodarstw domowych i 1020 mieszkańców (542 kobiet i 478 mężczyzn).